# Deepak Chopra
Deepak Chopra (ang. wym. [ˈdiːpɑːk ˈtʃoʊpɹə], hindi [d̪iːpək tʃoːpraː]; ur. 22 października 1946 w Nowym Delhi) – amerykański lekarz, pisarz i filozof, pochodzenia indyjskiego, znany propagator alternatywnej medycyny.

## Życiorys
Napisał ponad 45 książek. Jego książki zostały przetłumaczone na 35 języków i wydane w łącznym nakładzie ponad 20 mln egzemplarzy.
W 1998 został laureatem humorystycznej Nagrody Ig Nobla w dziedzinie fizyki, za unikatową interpretację fizyki kwantowej, która odnosi się do życia, wolności i dążenia do szczęścia gospodarczego.

## Wybrane publikacje
- (2015) Deepak Chopra, Rudolph Tanzi, Super Genes, Nowy Jork: Harmony Books. ISBN 0-8041-4013-8 (ang.)
- (2013) Deepak Chopra, Sanjiv Chopra, Brotherhood: Dharma, Destiny, and the American Dream, Nowy Jork: New Harvest. ISBN 978-054-403-210-1. (ang.)
- (2013) Deepak Chopra, What Are You Hungry For?, Nowy Jork: Harmony Books. ISBN 0-770-43721-4 (ang.)
- (2012) Deepak Chopra, Rudolph E. Tanzi, Super Brain, Nowy Jork: Harmony Books. ISBN 0-307-95682-2 (ang.)
- (2012) Deepak Chopra, God: A Story of Revelation, Nowy Jork: HarperOne. ISBN 978-006-202-069-7 (ang.)
- (2011) Deepak Chopra, Gotham Chopra, The Seven Spiritual Laws of Superheroes: Harnessing Our Power to Change the World, HarperOne. ISBN 978-006-205-966-6 (ang.)
- (2011) Deepak Chopra, Leonard Mlodinow, War of the Worldviews, Nowy Jork: Harmony Books. ISBN 978-030-788-688-0 (ang.)
- (2009) Deepak Chopra, Reinventing the Body, Resurrecting the Soul, Nowy Jork: Harmony Books. ISBN 978-030-745-233-7 (ang.)
- (2008) Deepak Chopra, The Third Jesus, Nowy Jork: Harmony Books. ISBN 0-307-33831-2 (ang.)
- (2008) Deepak Chopra, The Soul of Leadership, Nowy Jork: Harmony Books. ISBN 0-307-40806-X (ang.)
- (2004) Deepak Chopra, The Book of Secrets, Nowy Jork: Harmony. ISBN 0-517-70624-5 (ang.)